# راتي أماجلوبيلي
راتي أماجلوبيلي Rati Amaglobeli (ولد عام 1977) هو شاعر ومترجم جورجي.
درس الأدب في جامعة تبليسي. بدأ نشر قصائده في المجلات الأدبية منذ عام 1994. ونشر ديوانه الأول «الفعل» عام 2000. اشتهر أماجلوبيلي بإلقاءه المؤثر لقصائده، الأمر الذي جعل منه نجما في الساحة الشعرية المعاصرة ليس فقط في جورجيا. وحضر مهرجان موسكو الشعري الثاني.
وإضافة إلى إنتاجه الأدبي فقد ترجم من اللغات الأجنبية إلى اللغة الجورجية العديد من الأعمال لكل من غوته ومورجنشتيرن ونيتشه وريلكه وأخماتوفا وبرودسكي.
ويعيش حاليا في العاصمة تبليسي.